# Trachionus lucidus
Trachionus lucidus är en stekelart som först beskrevs av Sievert Allen Rohwer 1914.  Trachionus lucidus ingår i släktet Trachionus och familjen bracksteklar. Inga underarter finns listade i Catalogue of Life.